# چوند بهروانا
چوند بهروانا (به انگلیسی: Chund Bharwana) یک شهرک در پاکستان است که در پنجاب واقع شده‌است. چوند بهروانا ۱۵۲ متر بالاتر از سطح دریا واقع شده‌است.